# Nettelkamp
Nettelkamp ist ein Ortsteil der Gemeinde Wrestedt in der Samtgemeinde Aue im niedersächsischen Landkreis Uelzen.

## Geografie und Verkehrsanbindung
Der Ort liegt südlich des Kernortes Wrestedt und südlich von Uelzen.
Südlich erheben sich die Wierener Berge, die eine Höhe von 136 Metern (Hoher Berg) erreichen. Südwestlich von Nettelkamp hat der Bornbach seine Quelle. Er fließt westlich durch das 283 ha große Naturschutzgebiet Bornbachtal.
Die B 4 (= B 191) verläuft westlich und der Elbe-Seitenkanal verläuft östlich.

## Infrastrukturelle Entwicklung
Zu früheren Zeiten hatte Nettelkamp
- 2 Gastwirtschaften (Die eine bis etwa 1979, die andere bis etwa 200x)
- 1 Getränkehandel (bis etwa 200x) – hatte damals schon sein Hauptkundenfeld außerhalb des Dorfes.
- 2 Kaufmannsläden (Nr. 1 bis wohl ca. 1975, der andere bis etwa 1990) – das Geschäftsmodell war zu dem Zeitpunkt über, als im Nachbardorf ein Supermarkt eröffnete.
- 1 Postfiliale (bis etwa 2000)
- 1 Elektrofachfirma
- 1 Landmaschinenhändler (Bis etwa 1994)

- Mehrere Bauernhöfe zum Teil mit Milchviehhaltung & einen Hofladen (Bis etwa 2000)

Heute (2022) findet man in Nettelkamp an bekannten Geschäftsbetrieben einen großen Biobauernhof, eine Gärtnerei und eine Elektrofachfirma. 

## Bauwerke
- Die Christus-Kirche Nettelkamp wurde in den 1870er Jahren errichtet.
- Die St.-Martins-Kirche ist ein verputzter Massivbau, der nach 1519 erbaut wurde. Dabei wurden Reste der Feldsteinmauer des zerstörten Vorgängerbaus einbezogen. Der neugotische Backsteinturm im Westen der Kirche wurde im Jahr 1882 errichtet.[1]

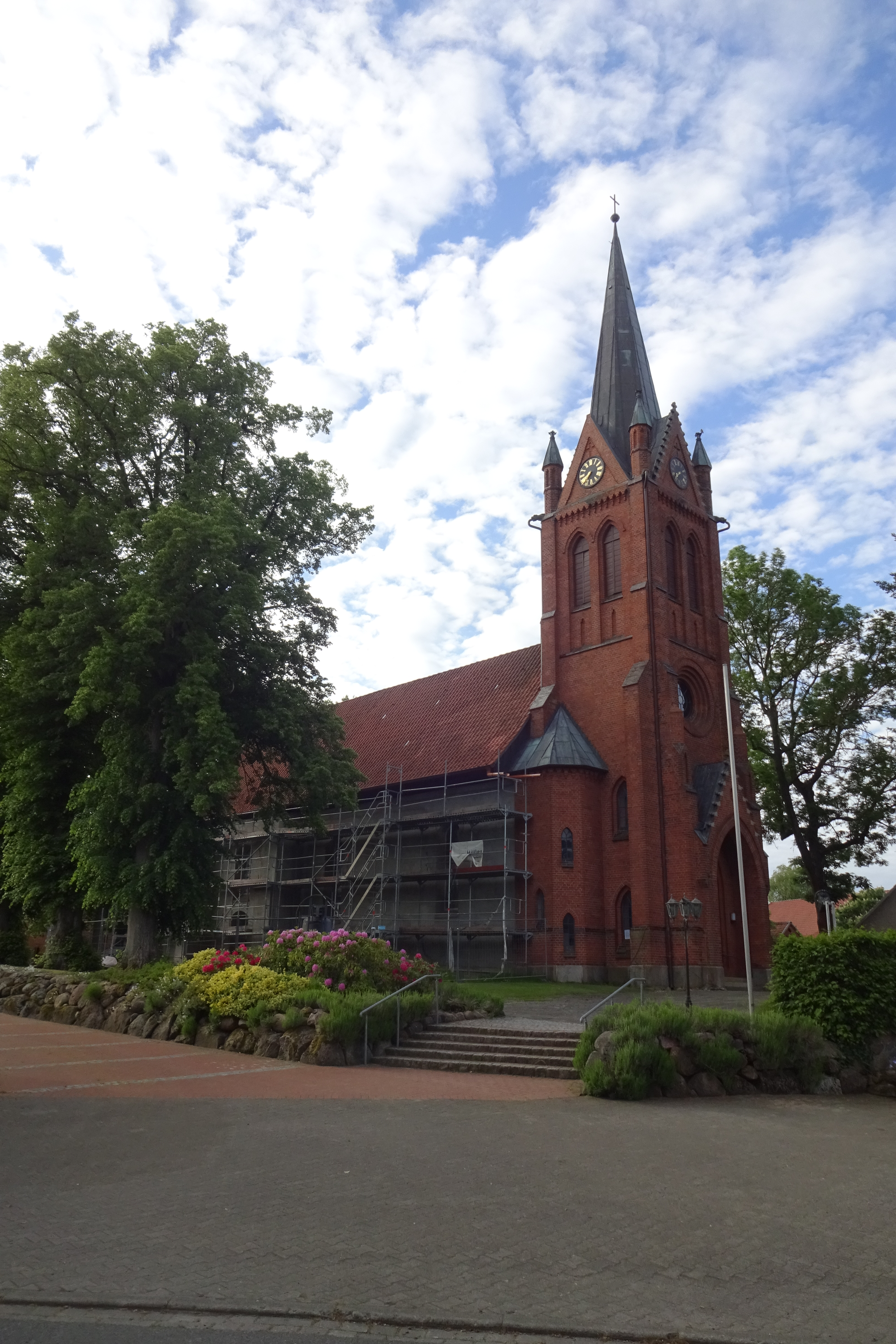
St.-Martins-Kirche

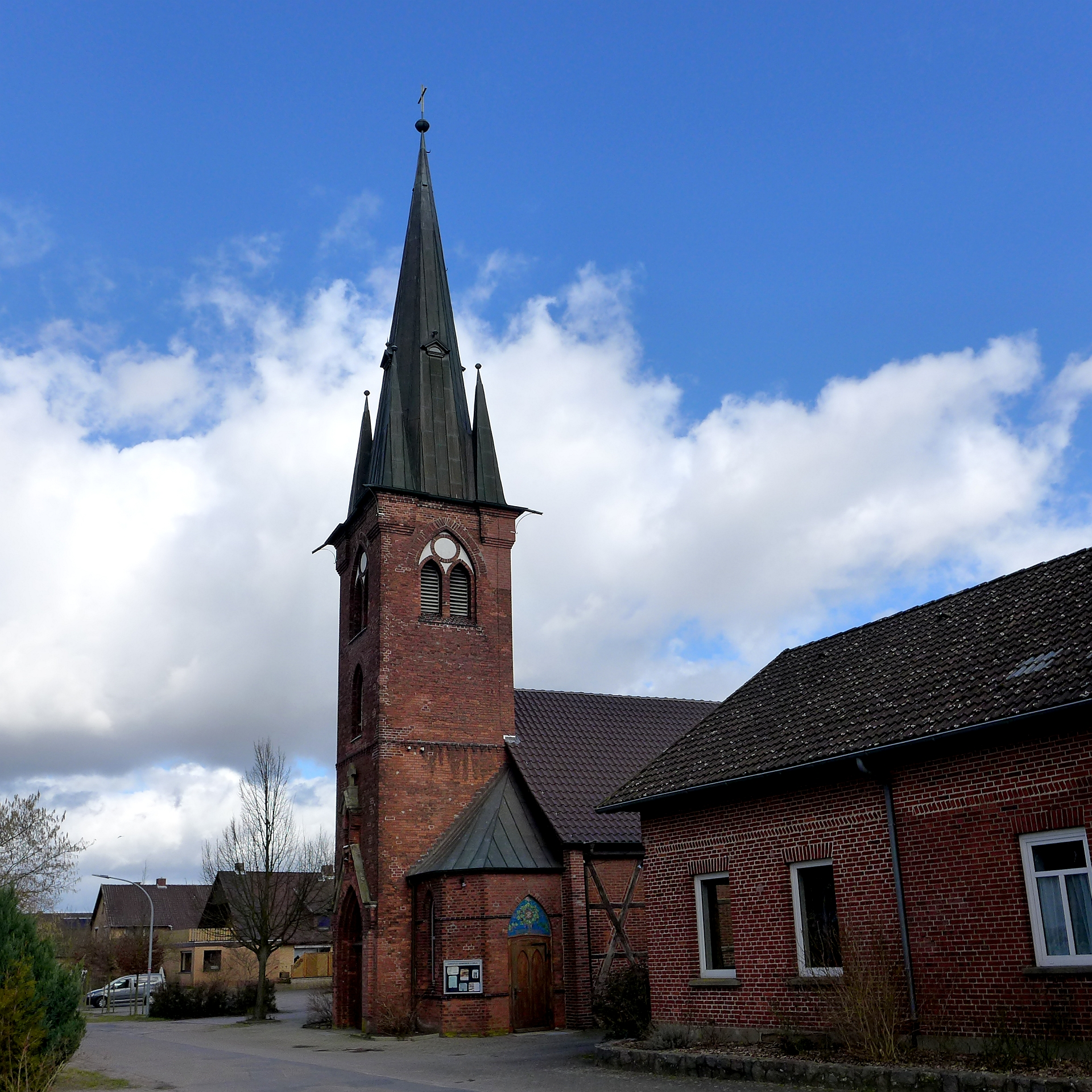
Christus-Kirche